# Genurellia cylindrica
Genurellia cylindrica är en insektsart som beskrevs av Sjöstedt 1931. Genurellia cylindrica ingår i släktet Genurellia och familjen gräshoppor. Inga underarter finns listade i Catalogue of Life.